# Moringhem
Moringhem là một xã trong tỉnh Pas-de-Calais, vùng Hauts-de-France, Pháp.
Moringhem có cự ly khoảng 5 dặm (8 km) phía tây Saint-Omer, tại giao lộ D207 và D223.

## Dân số
| 1962                                                              | 1968 | 1975 | 1982 | 1990 | 1999 | 2006 |
| ----------------------------------------------------------------- | ---- | ---- | ---- | ---- | ---- | ---- |
| 339                                                               | 360  | 368  | 363  | 361  | 383  | 464  |
| Số liệu điều tra dân số tính từ năm 1962, dân số chỉ tính một lần |      |      |      |      |      |      |

## Địa điểm nổi bật
- Tháp đá thế kỷ 18 của một cối xay gió.
- Nhà thờ St. Andre, thế kỷ 18.
- Nhà thờ St.Maxime ở Difques, thế kỷ 15.
- Nhà nguyện Barbinghein, xây năm 1714.